# 오타와강
오타와강(영어: Ottawa River, 프랑스어: Rivière des Outaouais, 알곤킨어: Kitchissippi)은 캐나다의 온타리오주와 퀘벡주에 걸쳐있는 강으로, 캐나다 동부의 주요 무역 항로로서 '무역하다'라는 뜻의 알곤킨어 단어에서 유래하였다. 강 길이 대부분은 온타리오와 퀘벡 두 주의 경계를 가르며 세인트로렌스강의 주요 지류이자 퀘벡주에서 가장 긴 강이기도 하다.

## 지리
이 강은 퀘벡주 중앙의 로렌시아 고원 북쪽에 있는 우타웨호에서 발원하며, 티미스카밍호가 있는 서쪽으로 흘러간다. 여기서부터는 온타리오주와 경계선이 되는데, 이 강은 수심이 깊은 곳은 140m나 된다.
티미스카밍호에서 강은 오타와와 가티노를 향해 남동쪽으로 흘러가고 여기서 쇼디에르 폭포를 따라 리도강과 가티노강으로 이어진다.
오타와강은 이후 몬트리올의 세인트로렌스강과 두몽타뉴호로 이어진다. 강의 총 길이는 1,271km이고 면적은 146,300 제곱 킬로미터에 달하며, 65%는 퀘벡주에 있고 나머지는 온타리오주에 있으며, 유량은 초당 1,950 입방 미터에 달한다.
두몽타뉴호 근처에 있는 카리용 수력발전소에서 측정한 연평균 유량은 초당 1,939 입방 미터로, 최저 749 입방 미터에서 최대 5,351 입방 미터까지 흘러간다. 1964년 이후 기록된 역대 최저치는 2010년으로 초당 467 입방 미터였고, 최대치는 2017년에 9,094 입방 미터를 기록하였다.
오타와강은 빙하기 이후 나무가 오타와계곡에 다시 자라면서 수천 년 동안 형성된 드넓은 낙엽 침엽수림을 지난다. 침엽수림과 들쭉나무는 빙하의 융빙으로 퇴적된 모래가 만드는 평탄지나 진흙 기질의 습한 지역에서 자란다. 자작나무, 단풍나무, 너도밤나무, 참나무와 물푸레나무가 주가 되는 낙엽수림은 토양이 좋은 중습 지역에서 자라나며 베랑드리 공원과 경계를 두고 있다. 이러한 원시림은 번개에 따른 자연 산불로 가끔씩 영향을 받았는데, 이에 따라 소나무와 참나무는 물론 초토에 따른 종의 번식이 늘어났다. 이 지역에 있었던 소나무 다수는 초창기의 벌목꾼들이 베어갔고, 이후에는 무두질용으로 솔송나무를 베어가 숲 대부분에 솔송나무가 부족하였다. 초기 정착지와 벌목으로 거대한 산불이 일어나 숲을 초토화했을 뿐만 아니라 토양 침식도 일어났다. 이에 따라 거의 모든 숲에서 인간의 교란 흔적이 발견되었다. 이제 원시림의 흔적은 흔치 않으며 이에 따라 보존 가치가 높은 곳으로 평가된다.
오타와강에는 넓은 습지가 있는데, 여기서 생태 환경에 있어서 중요한 곳은 펨브로크에서 하류 방향으로 웨스트미스 사구 및 습지, 미시시피 지류, 브레큰리지 자연보호구역, 셜리스만, 오타와 강변 및 앤드루 헤이든 공원, 페트리섬, 덕군도와 그린스 계곡 등이다. 웨스트미스 사구 및 습지는 오타와강에서 원래 모습을 제대로 보전하고 있는 몇 안 되는 습지로 희귀 식물 여러 종이 이곳에서 발견된다. 셜리만은 다양한 생물이 강가를 따라 서식하는 것은 물론 은단풍과 물푸레나무 늪지 규모가 이 강에서 가장 큰 곳 중 하나이다. 여느 습지와 마찬가지로 이는 계절에 따라 바뀌는 수심에 따라 달라진다. 높은 수심은 은단풍 늪지를 조성하고 보전하는 데 도움이 되며, 수심이 낮은 간조기에는 다양한 습지 식물이 그 위에 조성된 모래와 진흙 위에 자라난다. 주요 습지 식생에는 다섯 가지 종류가 있는데, 하나는 늪으로 은단풍 늪이 대부분이다. 다른 초본식생은 고랭이속 (Scirpus), 바늘골속 (Eleocharis), 흑삼릉속 (Sparganium)과 부들속 (Typha) 등이 있다. 어떤 종이 어디에서 자라는 지는 기질 종류, 수심, 빙식 지형과 비옥도 등의 변수에 따라 달라진다. 내륙 지역과 주로 강 남쪽에 있는 빙하기로 거슬러 올라가는 구하도는 더 이상 흐르는 물이 없으며 여기에는 다른 습지인 이탄 습원이 형성되어있다. 이는 메르블루와 알프레드 습지가 대표적인 예이다.
오타와강의 지류는 아래와 같다.
- 가티노강
- 노르강
- 누아르강
- 뒤므완강
- 루지강
- 리도강
- 리에브르강
- 마다와스카강
- 몬트리올강
- 미시시피강
- 매터와강
- 본셰르강
- 사우스네이션강
- 쿨롱지강
- 키파와강
- 페타와와강

오타와강이 지나는 지자체는 상류에서 하류 순서로 다음과 같다.
- 키시사킥
- 모페
- 라벨로쉐르
- 노트르담뒤노르
- 테미스카밍쇼어스
- 빌마리
- 테미스카맹
- 토른
- 매터와
- 두리비에르
- 라피드데주아캥
- 로렌션힐스
- 딥리버
- 쉰보로
- 페타와와
- 펨브로크
- 웨스트미스
- 월섬
- 포르쿨롱주
- 화이트워터리전
- 캠벨스베이
- 포르타주뒤포르
- 브리스톨
- 맥냅/브레이사이드
- 안프리어
- 퀴욘
- 오타와
- 가티노
- 클래런스 록랜드
- 서소
- 플레장스
- 파피노빌
- 몬테벨로
- 패싯
- 로리지날
- 그렌빌
- 혹스버리
- 생탕드레다장퇴이유
- 리고
- 생플라시드
- 허드슨
- 오카
- 보드뢰이유쉬르락
- 보드뢰이유 도리옹
- 팽쿠르
- 푸앵트데카스카드

## 지질
오타와강은 오타와 본느쉐르 지구로 1억 7500만 년 전에 형성된 중생대 열곡이다. 강 대부분은 로렌시아 대지를 따라 흘러가고 하류는 석회암 평원과 빙하 퇴적물을 따라 흘러간다.
빙하기 말에 빙하가 퇴빙하면서 세인트로렌스강 계곡과 섐플레인호와 더불어 오타와강 계곡은 빙하의 무게에 바닷물로 채워지면서 해수면 밑으로 침강하였다. 이에 따라 형성된 바다는 샹플랭해라고 불리었으며 1만 2천 년에서 1만 년 전 화석이 이 지역의 해양 점토에 묻혀있다. 이에 따라 형성된 바다는 샹플랭해라고 불리었으며 1만 2천 년에서 1만 년 전 화석이 이 지역의 해양 점토에 묻혀있다. 이 당시 형성된 모래 퇴적물로 소나무 숲과 웨스트미스와 콘스턴스베이와 같은 사구가 형성되었다. 이 시기에 쌓인 점토 침전물로 구하도 일부에 취약한 배수, 대형 늪지 및 이탄습원 생성을 초래하였다. 이에 따라 숲과 늪지의 분포는 빙하기 후에 자리를 잡았다고 볼 수 있다.
오타와강에는 표점토 퇴적물도 형성되었다. 이 퇴적물은 비가 많이 오면 매우 불안정하며 이에 따라 산사태도 자주 발생한다. 1993년에 온타리오주 르미외는 마을 전체가 산사태로 오타와강의 지류인 사우스네이션강에 침몰하였다. 지역 주민들은 산사태 우려로 1989년에 다른 곳으로 이전하였다.
지면이 다시 솟아 오르면서 해안은 자취를 감췄고 오늘날의 민물이 형성되었다. 샹플랭해가 사라지면서 오타와강 계곡은 새로 부상하는 오대호 북쪽 유역에서 니피싱호와 매터와강을 따라 강물이 흐르게 되었다. 땅에 융기가 일어나면서 동쪽 흐름은 약 4천 년 전에 막혔다. 이에 따라 니피싱호는 서쪽으로 프렌치강을 따라 흐르게 되었고 이후 이 흐름은 서쪽으로 이어지는 카누 경로가 되었다.

## 역사
오늘날과 마찬가지로 오타와강은 앨곤퀸족의 삶에 있어서 중요한 역할을 하였으며 강가에 주로 거주하였다. 강은 키치시피 (Kichisìpi)라고 불리며 알곤킨어로 "거대한 강"이라는 뜻이다. 앨곤퀸족은 강의 위치에 따라 자신들을 오마미위니니 (Omàmiwinini)라고 불렀으며 "강남 사람"이라는 뜻이다. 오타와계곡 대부분은 앨곤퀸족의 땅이였으며 이후 유럽 정착민들의 압력으로 대부분 퀘벡주에 자리를 잡았다.
몇몇 유럽 정착민들은 오타와강을 세인트로렌스강 상류보다 더 중요하게 여겼으며 오타와강과 세인트로렌스강 몬트리올 합류 직전 구간을 캐나다강이라고 불렀다. 오대호가 얼마나 뻗어나갔는지 분명해지면서 오타와강은 이후 지류로 분류되었지만 그 이전에는 그랜드강, "커다란 강" 또는 "앨곤퀸족의 커다란 강"으로 알려져있었다. 이 이름은 1685년 경에 오타와족이 강을 점령하면서 오늘날의 이름으로 바뀌었지만, 오타와 계곡에 정착한 오타와족은 한 무리밖에 없었다.
1615년, 사뮈엘 드 샹플랭과 에티엔 브륄레는 앨곤퀸족의 도움을 받아 오타와강을 지난 첫 유럽인으로, 이후 오대호로 이어지는 매터와강과 프렌치강을 따라갔다. 이후 200년 동안 이 경로는 프랑스 모피 무역상들의 교역로로 쓰였다. 오타와강은 이 무역상들에게 굉장히 위험했는데, 두리비에르 근처에 있는 물살이 사나운 급류는 베이예 급류 (Rapide de la Veillée), 트루 (Trou), 두리비에르 급류 (Rapide des Deux Rivières), 로슈카피탠 급류 (Rapide de la Roche Capitaine) 등으로 불리었으며, 1800년에 탐험가인 다니엘 아르몽은 이 급류에서 14건의 사망 사고가 발생하였다고 기록하였다.
오타와강 연선의 주요 교역지는 라신, 포르쿨롱주, 알뤼메트호와 매터와 등으로 서쪽으로 향하는 카누가 강과 테미스카맹그 요새를 떠났다. 티미스카밍호에서 이후 북쪽으로 아비티비강과 제임스만으로 교역로가 이어졌다.
19세기 초반, 오타와강과 지류는 스트로브잣나무 숲에 다다르기 위해 자주 쓰였는데 목재 수송이 급증하여 커다란 뗏목으로 강을 따라 목재를 수송하였다. 이에 따라 강변의 자그마한 농촌 지역은 겨울철 뗄감을 위해 인력을 제공하였다. 1832년에 다다라서 카리용 운하가 완공되면서 오타와강은 산업적으로 중요한 위치로 발돋움하였다. 리도 운하와 마찬가지로 카리용 운하는 세인트로렌스강을 따라 킹스턴과 온타리오호를 우회하는 교역로로 자리잡았다.

## 수력발전
테미스카맹에 있는 종이펄프공장은 물론 강을 따라 수력발전소가 여럿 설치되었다. 1950년에는 라피드데조아캥에 댐이 지어졌고 이에 따라 홀든호가 형성되고 두리비에르의 급류와 육로가 물에 잠겼다. 수력발전 댐은 강과 습지의 생태계에 부정적인 영향을 미쳤고, 이는 미국산 뱀장어의 멸종 위기의 원인으로 손꼽힌다. 무역 기능으로서는 20세기에 철도와 고속도로에 밀려 중요성을 잃게 되었고 목재 수송에는 더 이상 쓰이지 않지만 레저 보트가 많이 다니는 편이다. 카리용 운하에만 해도 연평균 2만 명의 보트 운전자가 방문한다.

### 발전소
오타와강 상류에 있는 발전소는 아래와 같다.
| 발전소 이름    | 발전소 이름        | 종류       | 발전량 | 건설 연도   | 저수지        | 운영 주체  |
| -------------- | ------------------ | ---------- | ------ | ----------- | ------------- | ---------- |
| 부르크 댐      | Barrage Bourque    | 댐         | -      | 1949        | 도조아 저수지 | 히드로퀘벡 |
| 라피드 7호     | Rapide-7           | 발전소     | 48 MW  | 1941 / 1949 | 드셀호        | 히드로퀘벡 |
| 라피드 2호     | Rapide-2           | 수력발전소 | 48 MW  | 1954        | -             | 히드로퀘벡 |
| 라피드데캥즈   | Rapides-des-Quinze | 수력발전소 | 95 MW  | 1923        | -             | 히드로퀘벡 |
| 라피드데질     | Rapides-des-Îles   | 수력발전소 | 147 MW | 1966        | -             | 히드로퀘벡 |
| 프르미에르슈트 | Première-Chute     | 수력발전소 | 130 MW | 1968        | -             | 히드로퀘벡 |

오타와강 하류에 있는 발전소는 아래와 같다.
| 발전소 이름 | 발전소 이름     | 종류       | 발전량 | 건설 연도 | 저수지 | 운영 주체           |
| ----------- | --------------- | ---------- | ------ | --------- | ------ | ------------------- |
| 오토홀든    | Otto Holden     | 수력발전소 | 243 MW | 1952      | -      | 온타리오주 전력공사 |
| 데 조아캥   | Des Joachims    | 수력발전소 | 429 MW | 1950      | 홀든호 | 온타리오주 전력공사 |
| 브라이슨    | Bryson          | 수력발전소 | 61 MW  | 1925      | -      | 히드로퀘벡          |
| 셰노        | Chenaux         | 수력발전소 | 144 MW | 1950      | -      | 온타리오주 전력공사 |
| 슈트데샤    | Chute-des-Chats | 수력발전소 | 185 MW | 1931      | 샤호   | 히드로퀘벡 및 OPG   |
| 헐 2호      | Hull-2          | 수력발전소 | 27 MW  | 1920      | -      | 히드로퀘벡          |
| 카리용      | Carillon        | 수력발전소 | 752 MW | 1962      | -      | 히드로퀘벡          |